# Shinobu Ito
Shinobu Ito (Saitama, 7 mei 1983) is een voormalig Japans voetballer.

## Carrière
Shinobu Ito speelde tussen 2002 en 2005 voor Cerezo Osaka en Mito HollyHock.